# Арабов, Исаметдин
Исаметдин Арабов — советский хозяйственный, государственный и политический деятель, Герой Социалистического Труда.

## Биография
Родился в 1915 году в Ферганской области Туркестанского края. Член КПСС.
С 1930 года — на хозяйственной, общественной и политической работе. В 1930—1981 гг. — крестьянин, колхозник, звеньевой колхоза «Брляшкан» Избаскентского района Андижанской области Узбекской ССР, работник сельского хозяйства в Андижанской области Узбекской ССР.
Указом Президиума Верховного Совета СССР от 19 марта 1947 года за получение высоких урожаев хлопка в 1946 году присвоено звание Героя Социалистического Труда с вручением ордена Ленина и золотой медали «Серп и Молот».
Умер после 1981 года.